# ایرج جمشیدنژاد
ایرج جمشیدنژاد زاده ۱۳۲۹ اسلام‌آباد غرب نمایندهٔ حوزهٔ انتخابیهٔ کرمانشاه در دورهٔ پنجم مجلس شورای اسلامی شهرستان اسلام‌آباد غرب بوده‌است.